# Coal Creek (hrabstwo Fremont)
Coal Creek – miasto w Stanach Zjednoczonych, w stanie Kolorado, w hrabstwie Fremont.